# Ritirata da Kabul
La ritirata da Kabul, chiamata anche massacro dell'esercito di Elphinstone, durante la prima guerra anglo-afghana, fu la ritirata delle forze britanniche e della Compagnia delle Indie Orientali da Kabul avvenuta tra il 6 e il 13 gennaio 1842.
Nel 1839 le forze britanniche e della Compagnia delle Indie Orientali, sconfitto l'emiro afghano Dost Mohammed Khan,  avevano occupato Kabul, insediando nuovamente come emiro il precedente sovrano, Shah Shuja Durrani. Il deteriorarsi della situazione rese però sempre più precaria la loro posizione, fino a quando una rivolta a Kabul costrinse il maggior generale Elphinstone a ritirarsi dalla città. A tal fine egli negoziò con Wazir Akbar Khan, uno dei figli di Dost Mohammed Khan, un accordo che prevedeva il ripiegamento dell'esercito britannico verso la guarnigione di Jalalabad, a più di 140 km di distanza. Contrariamente agli accordi, gli afghani lanciarono numerosi attacchi contro la colonna britannica, costretta ad avanzare lentamente tra le nevi lungo quella che oggi è la strada Kabul-Jalalabad.
Durante la marcia dell'esercito molti appartenenti alla colonna morirono di congelamento, di fame o furono uccisi durante gli scontri. In totale i britannici persero 4500 soldati e circa 12000 civili: questi ultimi comprendevano le famiglie dei soldati indiani e britannici, operai e servitori. I britannici opposero l'ultima resistenza nelle vicinanze del villaggio di Gandamak. Di tutti gli appartenenti alla colonna un solo europeo (l'assistente chirurgo William Brydon) e alcuni sepoy raggiunsero Jalalabad. Più di cento prigionieri britannici e ostaggi civili furono in seguito rilasciati. Circa 2000 indiani, molti dei quali mutilati dal congelamento, sopravvissero e tornarono a Kabul dove vissero come mendicanti o furono venduti come schiavi. Alcuni di questi tornarono in India dopo la spedizione di Kabul, che ebbe luogo alcuni mesi dopo, mentre altri rimasero in Afghanistan.
Nel 2013 uno scrittore del settimanale The Economist ha definito la ritirata da Kabul "il peggior disastro militare britannico fino alla battaglia di Singapore, esattamente un secolo dopo".

## Contesto

### La conquista britannica di Kabul
Nel 1834 Dost Mohammed Khan aveva spodestato Shah Shuja Durrani e la Compagnia delle Indie Orientali temeva che ciò potesse comportare un aumento dell'influenza russa in Afghanistan. Dost Mohammed Khan aveva inizialmente respinto le offerte della Russia, ma dopo il tentativo da parte di Lord Auckland, il Governatore generale dell'India, di imporre la guida britannica alla politica estera afghana, decise di rinnovare le sue relazioni con i russi. Lord Auckland, consigliato da William Hay Macnaghten, decise a questo punto di sostenere Shah Shuja Durrani (e non Dost Mohammed Khan, come suggerito da Alexander Burnes) e di cercare una soluzione militare. Alla fine del 1838 Lord Auckland iniziò a radunare le sue forze.
L'esercito, al comando del generale Sir Willoughby Cotton e con Macnaghten come principale consigliere, era composto da 20000 soldati e accompagnato da 38000 civili (artigiani, barellieri, cuochi, servitori, barbieri, sarti, portatori, cammellieri, ecc.). Nel marzo del 1839 l'esercito attraversò il passo Bolan e iniziò la marcia verso Kabul. Dopo aver attraversato deserti e superato passi di montagna a 4000 metri di altitudine, l'esercito fece buoni progressi e il 25 aprile 1839 conquistò Kandahar.
Il 22 luglio 1839, con un attacco a sorpresa, l'esercito britannico, grazie ad un traditore afghano, catturò la fortezza fino ad allora inespugnata di Ghazni. Nella battaglia di Ghazni i britannici ebbero 200 uomini tra morti e feriti, mentre fra gli afghani vi furono quasi 500 morti, 1600 prigionieri e un numero imprecisato di feriti. I rifornimenti acquisiti a Ghazni permisero all'esercito britannico un'ulteriore avanzata, che altrimenti sarebbe stata difficile. Dost Mohammed Khan fuggì, rifugiandosi nell'Hindu Kush, e Kabul cadde senza combattere il 6 agosto 1839. Shah Shuja Durrani, proclamato emiro dagli inglesi, tornò al potere e stabilì la sua corte nella fortezza di Bala Hissar, sopra Kabul. Il 4 novembre 1840 Dost Mohammed Khan si arrese a Macnaghten e venne esiliato in India.

### Occupazione Britannica

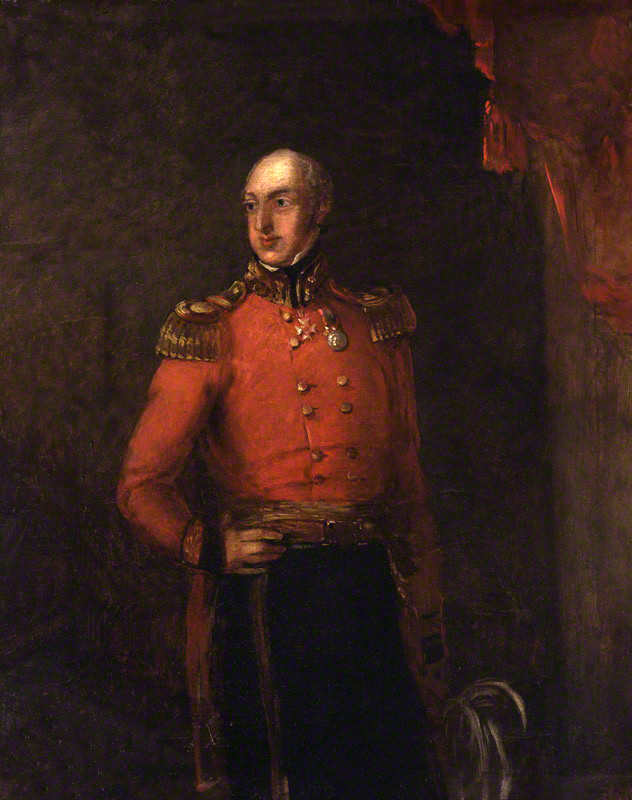
Il generale William Elphinstone, a cui fu affidato il comando delle forze britanniche in Afghanistan nel 1841

Nell'agosto 1839 i britannici, su pressione di Shah Shuja Durrani, rinunciarono all'occupazione della  fortezza di Bala Hissar e stabilirono i loro accampamenti militari a 2,5 km dalla città. Questa decisione, presa per motivi diplomatici, si sarebbe rivelata un grave errore militare, poiché la guarnigione si venne a trovare in una posizione difficilmente difendibile.
Come agente politico e inviato alla corte di Shah Shuja Durrani, Macnaghten divenne il principale rappresentante della società britannica a Kabul. All'epoca la città era descritta come pulita e piacevole, con molte case in legno spaziose e circondate da giardini ben curati. Gli occupanti britannici si divertivano a organizzare partite di cricket, corse di cavalli e battute di caccia. La sera gli ufficiali della Compagnia delle Indie Orientali e le loro mogli mettevano in scena spettacoli teatrali amatoriali e tra le rappresentazioni si ricordano quelle del Sogno di una notte di mezza estate. Era considerato un onore speciale essere invitati alle soirée organizzate da Lady Florentia Sale, moglie del brigadier generale Robert Henry Sale. Durante questi eventi sociali venivano spesso serviti salmone e stufato con madera, porto e champagne. Poiché si riteneva che a Kabul la situazione fosse tranquilla, molte truppe della Compagnia delle Indie Orientali furono rimandate alle loro guarnigioni in India.
Mentre i britannici si godevano questo stile di vita, molti afghani cominciarono ad opporsi all'occupazione da parte di una potenza straniera. Voci di relazioni tra soldati britannici e donne afghane crearono tensioni a Kabul. I britannici avevano sostituito Dost Mohammed Khan, un sovrano (relativamente) popolare, con Shah Shuja Durrani, un debole fantoccio considerato molto più crudele e vendicativo nei confronti dei suoi nemici rispetto al suo predecessore. Nel 1840 il figlio di Dost Mohammed Khan, Wazir Akbar Khan, iniziò a raccogliere alleati tra gli uomini delle tribù delle aree rurali, dove l'influenza britannica era più debole. Iniziò così una guerriglia che tenne impegnate le truppe della Compagnia delle Indie Orientali.
Gli sforzi per controllare l'Afghanistan furono ulteriormente indeboliti dal governo britannico in India che, preoccupato per i costi di mantenimento della grande guarnigione di Kabul, smise di versare i sussidi periodici (in pratica tangenti) che venivano pagati alle varie tribù della regione intorno a Kabul e al Passo Khyber. Venuti meno i sussidi, le tribù non videro più alcun motivo per rimanere fedeli al regime sostenuto dai britannici. Macnaghten ignorò gli avvertimenti dei suoi ufficiali e scrisse ai suoi superiori in India che "questo è lo stato abituale della società afghana". Con l'avanzare della primavera e dell'estate del 1841, la libertà di movimento britannica intorno a Kabul divenne sempre più limitata.
Nonostante questa sfavorevole svolta degli eventi, Sir Willoughby Cotton fu sostituito come comandante delle truppe britanniche a Kabul da Sir William Elphinstone, che all'epoca era malato e che era contrario ad accettare l'incarico. Il 59enne Elphinstone era entrato nell'esercito britannico nel 1804. Fu insignito dell'Ordine del Bagno per aver guidato il 33º Reggimento a piedi (dal 1852 rinominato Duke of Wellington's Regiment) durante la Battaglia di Waterloo. Nel 1825 fu promosso colonnello e nel 1837 maggior generale. Elphinstone, pur essendo un uomo di alto lignaggio e di modi perfetti, fu descritto dal suo collega generale William Nott come "il soldato più incompetente che si potesse trovare tra tutti gli ufficiali del rango richiesto".
Nell'autunno del 1841 il generale di brigata Robert Henry Sale e la sua brigata furono richiamati a Jalalabad, sulla linea di comunicazione militare tra Kabul e Peshawar. Lasciò la moglie, Lady Sale, negli accampamenti britannici di Kabul.

### Rivolta afghana

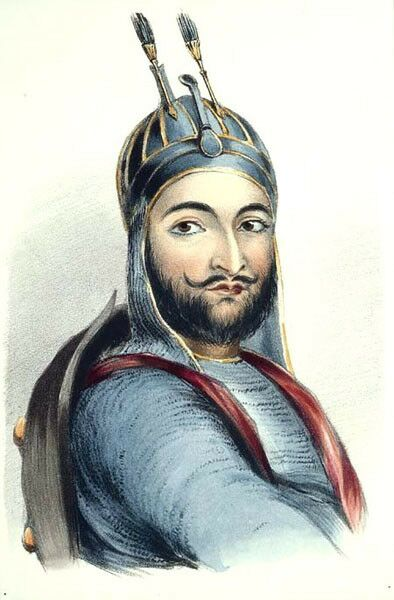
Wazir Akbar Khan, figlio del deposto emiro afghano Dost Mohammed Khan

Il 2 novembre 1841 Wazir Akbar Khan diede il via a una rivolta generale. I cittadini di Kabul assaltarono la casa di Sir Alexander Burnes, uno dei più importanti fra i rappresentanti politici britannici in Afghanistan, e uccisero lui e il personale al suo servizio. Sia Elphinstone che Macnaghten furono colti di sorpresa e non intrapresero alcuna azione in risposta all'uccisione di Burnes, incoraggiando così ulteriori rivolte. Il 9 novembre 1841 gli afgani presero d'assalto un deposito scarsamente difeso all'interno di Kabul.
Il 23 novembre 1841 le forze afghane occuparono una collina che dominava gli accampamenti britannici e iniziarono a bombardarli con due cannoni. Truppe britanniche fecero una sortita per scacciarle, ma gli afghani inflissero loro pesanti perdite utilizzando i loro fucili jezail dall'altura. Le truppe della Compagnia delle Indie Orientali fuggirono lasciando dietro di sé 300 feriti, destinati ad essere uccisi. Il morale era ormai un serio problema per le forze britanniche a Kabul. Elphinstone chiese quindi al maggior generale Nott, a Kandahar, dei rinforzi, ma questi, avendo trovato i passi montani bloccati dalla neve, rinunciarono a raggiungere Kabul e tornarono indietro.
Macnaghten, rendendosi conto della situazione disperata, cercò di negoziare con Wazir Akbar Khan un accordo per il ritiro delle truppe e dei civili britannici e indiani ancora a Kabul. Il 23 dicembre 1841 i capi afghani invitarono Macnaghten a prendere un tè per discutere della situazione. La delegazione britannica, appena smontò da cavallo, fu sequestrata e Macnaghten e un aiutante furono uccisi. Il corpo di Macnaghten fu mutilato e trascinato per le strade di Kabul. La scorta di cavalleria che avrebbe dovuto proteggere i diplomatici britannici aveva subito ritardi e non li aveva raggiunti. Due ufficiali britannici che avevano fatto parte del gruppo di Macnaghten furono successivamente rilasciati.
Elphinstone stava ormai perdendo il controllo delle sue truppe e la sua autorità continuava a diminuire. Con disappunto dei suoi ufficiali, anche in questo caso ignorò l'uccisione di un rappresentante britannico e non intraprese alcuna azione punitiva. Il maggiore Eldred Pottinger succedette a Macnaghten come inviato alla corte afghana. Il 1º gennaio 1842, probabilmente in considerazione dell'impossibilità di difendere gli accampamenti, Elphinstone e Wazir Akbar Khan raggiunsero un accordo. I termini dell'accordo prevedevano alcune condizioni sfavorevoli ai britannici: ad esempio, tutte le riserve di polvere da sparo dovevano essere consegnate, insieme ai moschetti più recenti e alla maggior parte dei cannoni. In cambio Wazir  Akbar Khan promise un passaggio sicuro per tutte le truppe britanniche e per i civili, tra cui bambini, donne e anziani. La ritirata da Kabul, che sarebbe iniziata il 6 gennaio 1842, prevedeva l'attraversamento delle montagne innevate dell'Hindu Kush fino a Jalalabad, a 140 km di distanza.

## La colonna di Elphinstone
Elphinstone comandava una colonna composta da un battaglione di fanteria britannica (il 44º Reggimento a piedi), da tre reggimenti di fanteria del Bengala (il 5º, 37º e 54º), da un reggimento di leva di Shah Shuja Durrani (una forza sovvenzionata dagli inglesi composta da truppe indiane reclutate per il servizio in Afghanistan), dalla cavalleria irregolare di Anderson, dal 5º cavalleria leggera del Bengala e da sei cannoni dell'artiglieria a cavallo del Bengala (con genieri). In totale si trattava di 700 soldati britannici e 3800 indiani. I civili al seguito delle truppe (famiglie indiane e britanniche, i loro domestici e i lavoratori civili) erano circa 14000 (secondo altri 12000).
Il tenente Vincent Eyre commentò a proposito dei civili al seguito: "Si sono dimostrati fin dal primo miglio un serio intralcio ai nostri movimenti". Lady Sale portò con sé 40 servitori, nessuno dei quali fu nominato nel suo diario. Il figlio di Eyre fu salvato da una servitrice afghana, che cavalcò attraverso un'imboscata con il ragazzo sulle spalle, ma Eyre non ne fece mai il nome. Lo scrittore americano James M. Perry ha osservato che "leggendo i vecchi diari e le riviste, è quasi come se questi dodicimila servi nativi e mogli e figli dei sepoy non esistessero individualmente. In un certo senso, non esistevano. Morivano tutti – fucilati, pugnalati, congelati – in questi passi di montagna, e nessuno si preoccupava di annotare il nome di uno solo di loro".

## Ritirata da Kabul e massacro della colonna

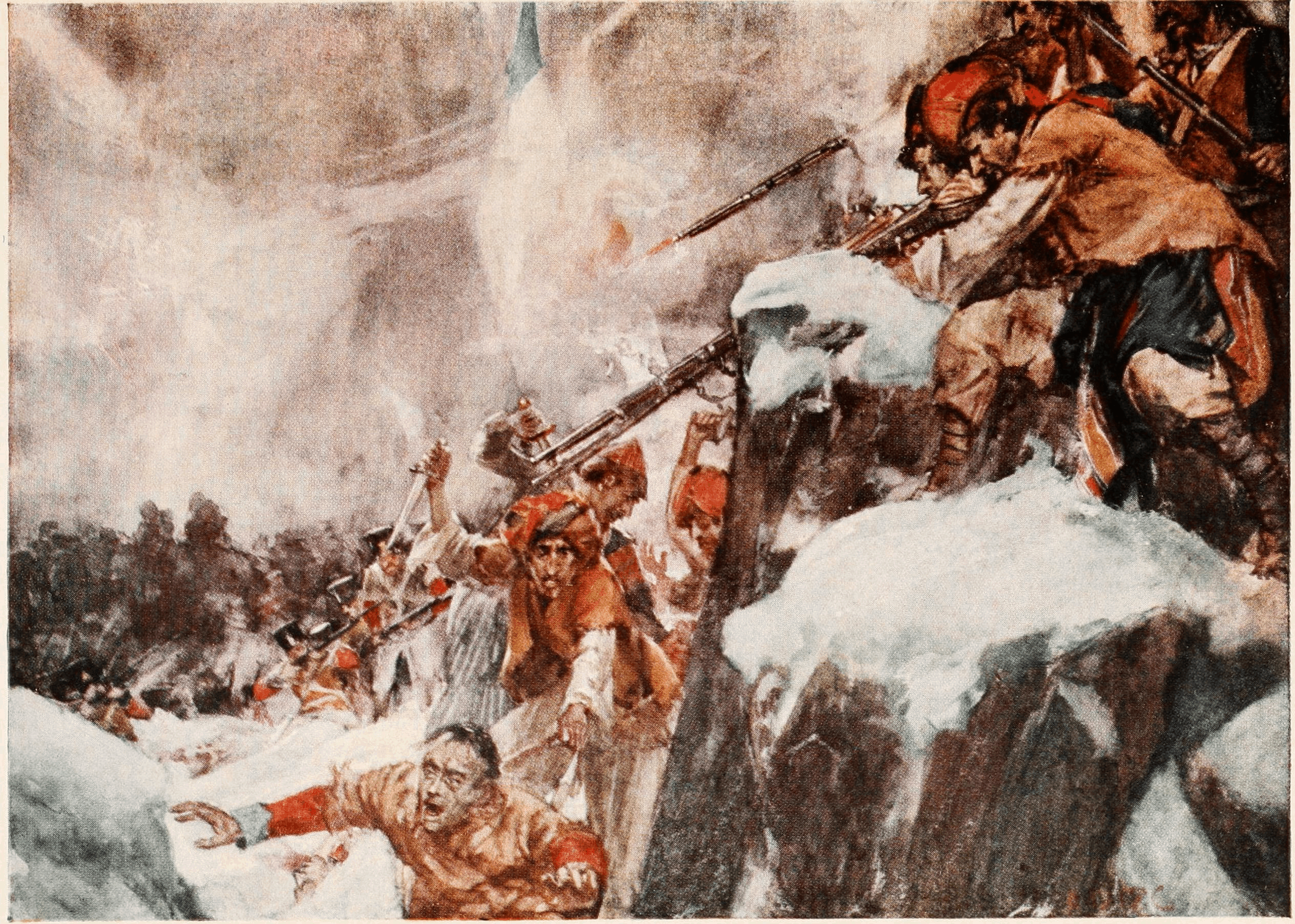
Un'illustrazione del 1909 di Arthur David McCormick raffigura le truppe britanniche che cercano di farsi strada attraverso il passo

Alle prime luci dell'alba del 6 gennaio, la colonna di Elphinstone iniziò a muoversi lentamente da Kabul, lasciando Shah Shuja Durrani e i suoi seguaci al loro destino. Poiché Wazir Akbar Khan aveva garantito la sicurezza di tutti, i malati, i feriti e gli infermi furono lasciati indietro. Tuttavia, una volta che la retroguardia della colonna lasciò finalmente gli accampamenti, gli afghani iniziarono a sparare dalle mura contro le truppe in ritirata e incendiando gli edifici della guarnigione, uccidendo tutti coloro che erano rimasti indietro. Lasciata la città, Elphinstone scoprì che la scorta promessa da Wazir Akbar Khan non esisteva e che non erano stati forniti il cibo e i rifornimenti necessari per attraversare l'Hindu Kush in inverno. Il maggiore Eldred Pottinger pregò il comandante britannico di tornare a Kabul, visto che c'era ancora la possibilità di rifugiarsi nella fortezza di Bala Hissar, ma Elphinstone rispose che avrebbero proseguito verso Jalalabad. Quel giorno la colonna, ormai alla mercé delle tribù afghane, percorse solo 8 km e, come scrisse Lady Sale a proposito del loro arrivo al villaggio di Bagrami, "non c'erano tende, tranne due o tre piccoli teli che erano arrivati. Tutti raschiavano via la neve come meglio potevano, per creare un posto dove sdraiarsi. La sera e la notte erano intensamente fredde; non era possibile procurarsi cibo per uomini o animali, tranne qualche manciata di bhoosay [stufato tritato], per il quale dovevamo pagare dalle cinque alle dieci rupie". Con il calare della notte, la temperatura scese ben al di sotto dello zero. La colonna in ritirata seppe allora di aver perso tutte le scorte di cibo e i bagagli.
Il secondo giorno tutti gli uomini del 6º Reggimento dell'Esercito reale afghano disertarono, tornando a Kabul e segnando la fine del primo tentativo di dare all'Afghanistan un esercito nazionale. Per diversi mesi, quello che erano stati i soldati dell'esercito di Shah Shuja Durrani furono ridotti a mendicare per le strade di Kabul, poiché Wazir Akbar li fece mutilare prima di gettarli per strada a chiedere l'elemosina. Nonostante la promessa di Wazir Akbar Khan di una viaggio sicuro, la colonna fu ripetutamente attaccata dai Ghilji. Nonostante fossero ben armate, le truppe britanniche erano ostacolate dai civili terrorizzati. Le scaramucce erano frequenti e un attacco afghano particolarmente feroce fu respinto con un'energica carica alla baionetta dal 44º Reggimento a piedi. Gli afgani riuscirono a catturare parte dell'artiglieria della colonna e a costringere i britannici a inchiodare due dei tre pezzi rimasti: in sole 24 ore alla colonna rimanevano infatti solo un cannone piccolo e due cannoni più pesanti. Nel tardo pomeriggio, Wazir Akbar Khan incontrò Elphinstone e negò qualsiasi tradimento da parte sua. Disse che non era stato in grado di fornire la scorta concordata perché la colonna aveva lasciato gli accampamenti prima del previsto. Chiese quindi a Elphinstone di fermare l'avanzata mentre negoziava il passaggio sicuro della colonna con i capi afghani che controllavano il passo di Khord Kabul, a 25 km da Kabul. Nonostante quanto era già accaduto, Elphinstone continuò a credere che Wazir Akbar Khan fosse un suo "alleato" e prestò fede alla sua promessa di inviare i rifornimenti catturati se avesse fermato la ritirata. Il comandante britannico accettò quindi i termini dell'accordo, arrestò la marcia e accettò anche di consegnare a Wazir Akbar Khan altri tre ostaggi europei. Invece di affrettarsi ed avanzare, Elphinstone si era allontanato di soli 10 km da Kabul.
Il terzo giorno, mentre cercava di attraversare il passo di Khord Kabul, lungo 6 km e "così stretto e così chiuso da entrambi i lati che il sole invernale raramente penetra nei suoi tetri recessi", la colonna cadde in un'imboscata dei Ghilji, armati con i moschetti britannici catturati e con i loro tradizionali jezail. Johnson descrisse un "fuoco assassino" che costrinse i britannici ad abbandonare tutti i bagagli, mentre i civili al seguito, indipendentemente dal sesso e dall'età, venivano uccisi a colpi di spada. Lady Sale scrisse che "i proiettili continuavano a sfrecciare accanto a noi" mentre alcuni artiglieri aprivano la scorta di brandy del reggimento per ubriacarsi. Scrisse di aver bevuto un bicchiere di sherry "che in qualsiasi altro momento mi avrebbe reso molto poco elegante, ma ora mi riscaldava soltanto". Lady Sale fu colpita al polso da una pallottola e assisté alla morte del genero Sturt. "Il suo cavallo fu colpito sotto di lui e prima che potesse alzarsi da terra ricevette una grave ferita all'addome": con la moglie e la suocera al suo fianco nella neve, Sturt morì dissanguato nel corso della notte. Era ormai evidente che Wazir Akbar Khan non aveva negoziato per garantire alla colonna l'attraversamento sicuro del passo; in realtà si era trattato di uno stratagemma per dare agli afghani più tempo per organizzare un'imboscata. Quando il grosso della colonna ebbe superato il passo, gli afghani lasciarono le loro posizioni per massacrare i ritardatari e i feriti. Come se non bastasse, quella notte si scatenò una feroce bufera di neve che causò la morte per congelamento di centinaia di persone.
Il 9 gennaio, alcune centinaia di soldati nativi disertarono e cercarono di tornare a Kabul, ma furono tutti uccisi o ridotti in schiavitù. Ormai Elphinstone, che ormai aveva smesso di dare ordini, sedeva in silenzio sul suo cavallo. Nella serata Wazir Akbar Khan inviò un messaggero dicendo che era disposto a prendere in custodia tutte le donne britanniche, dando la sua parola che non sarebbe stato fatto loro del male; in caso contrario le tribù afghane non avrebbero avuto pietà e avrebbero ucciso tutte le donne e i bambini. Uno degli ufficiali britannici inviati a negoziare con Wazir Akbar Khan lo sentì dire ai suoi uomini in dari, una lingua parlata da molti ufficiali britannici, di "risparmiare" i britannici, mentre in pashtu, che la maggior parte degli ufficiali britannici non parlava, di "ucciderli tutti". Lady Sale, la figlia incinta Alexandria e il resto delle donne e dei bambini britannici accettarono l'offerta di Wazir Akbar Khan di tornare a Kabul in sicurezza. Poiché la Compagnia delle Indie Orientali non avrebbe pagato un riscatto per le donne e i bambini indiani, Wazir Akbar Khan si rifiutò di prenderli in custodia e così le donne e i bambini indiani proseguirono con il resto della colonna. I civili al seguito della colonna catturati dagli afghani furono spogliati di tutti i loro vestiti e lasciati morire di freddo nella neve. Lady Sale scrisse che mentre veniva riportata a Kabul notò che "la strada era coperta di orribili corpi maciullati, tutti nudi". Al termine della giornata la colonna si era spostata di soli 40 km ed erano già morte 3000 persone, alcuni nei combattimenti, altri per congelamento o per suicidio. In un rapporto scritto da Elphinstone si legge che la maggior parte dei sepoy aveva ormai perso le dita delle mani o dei piedi a causa del gelo e che i loro moschetti incrostati di neve erano diventati inutilizzabili.
La mattina presto del 10 gennaio, la colonna riprese faticosamente la marcia. Allo stretto passo di Tunghi Tarika, lungo 50 metri e largo solo 4, i Ghilji tesero un'imboscata alla colonna, uccidendo senza pietà i civili. I soldati britannici si fecero strada sui cadaveri dei civili, subendo gravi perdite. Da una collina, Wazir Akbar Khan e altri capi osservavano il massacro seduti sui loro cavalli, apparentemente molto divertiti dalla carneficina. Il capitano John Shelton e alcuni soldati del 44º Reggimento a piedi si posero alla retrovia della colonna e, nonostante fossero in inferiorità numerica, respinsero i successivi attacchi afghani. Johnson ha descritto Shelton che combatteva come un "bulldog", abbattendo a colpi di spada ogni afghano che tentava di affrontarlo, tanto che alla fine della giornata nessuno osò sfidarlo.

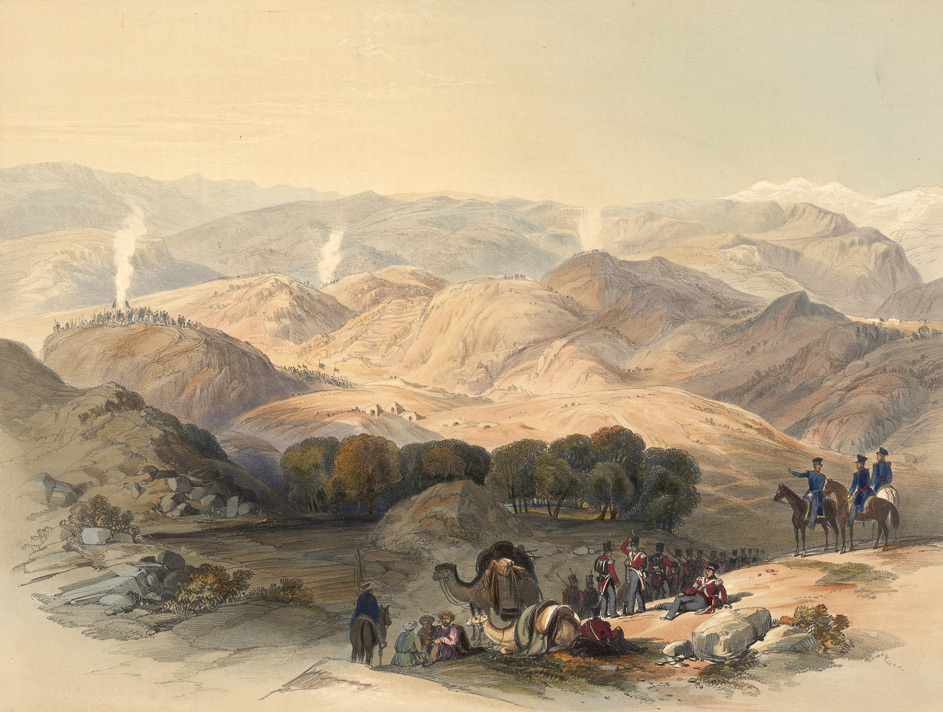
Il boschetto e la valle di Jagadalak. Disegnato sul posto da James Rattray

La sera dell'11 gennaio l'esercito era ridotto a 200 uomini. La piccola retroguardia era guidata da Shelton che, per la prima volta durante la ritirata, dimostrò la sua competenza conducendo una feroce resistenza contro gli afghani. Mentre le truppe superstiti si trovavano assediate in un piccolo recinto con mura di fango a Jagadalak, gli inviati di Wazir Akbar Khan convinsero Elphinstone e Shelton ad accompagnarli per i negoziati. Il generale Elphinstone, il capitano Shelton, l'ufficiale pagatore Johnston e il capitano Skinner incontrarono Wazir Akbar Khan, con l'intenzione di chiedergli di interrompere gli attacchi alla colonna. Wazir Akbar Khan offrì loro un tè caldo e un pasto raffinato. Poi disse loro che erano tutti suoi ostaggi: pensava infatti che la Compagnia delle Indie Orientali avrebbe pagato un buon riscatto per la loro libertà. Gli ufficiali si videro quindi rifiutare il permesso di tornare dai loro uomini. Shelton si infuriò e chiese il diritto, come ufficiale e soldato, di tornare a guidare i suoi uomini e morire combattendo. Quando il capitano Skinner cercò di opporsi alle richieste di Akhbar Kahn, gli spararono in faccia.
Il 12 gennaio la colonna, dopo aver perso il proprio comandante e oltre 12000 persone, decise che l'unica speranza era aspettare la notte e proseguire la marcia nell'oscurità. Le truppe rimanenti, ora guidate dal generale di brigata Thomas John Anquetil, trovarono il cammino bloccato da una barriera di "lecci spinosi, ben attorcigliati tra loro, alti circa due metri" che era stata eretta nella parte più stretta della valle. La maggior parte degli uomini che tentarono di scalare la barriera furono abbattuti prima di poterla superare. I restanti uomini, intrappolati dalla barriera, avevano ormai perso la disciplina e gli afghani si avvicinarono per finirli. I pochi uomini che erano riusciti a superare la barriera tentarono una galoppata disperata verso Jalalabad, ma furono presto massacrati. Presso il villaggio di Gandamak, circa 20 ufficiali e 45 altri soldati del 44º Reggimento a piedi, insieme ad alcuni artiglieri e sepoy, armati con solamente una ventina di moschetti e due proiettili a testa, si trovarono all'alba circondati da tribù afghane. I britannici rifiutarono di arrendersi: si dice che un sergente britannico, quando gli afghani cercarono di convincere i soldati a salvarsi la vita, abbia gridato: "Non è possibile!". I britannici formarono un quadrato e respinsero i primi due attacchi "spingendo gli afghani più volte giù dalla collina". Finite le munizioni combatterono con le baionette e le spade fino ad essere di essere sopraffatti. Un ufficiale, il capitano Souter, fu scambiato dagli afghani per un alto ufficiale perché pensavano che indossasse il panciotto giallo da generale: in realtà l'ufficiale aveva avvolto intorno al corpo i colori reggimentali del 44º Reggimento a piedi. Gli afghani fecero solo 9 prigionieri e uccisero gli altri. I prigionieri erano il capitano James Souter, il sergente Fair e sette soldati. Un altro gruppo di quindici ufficiali a cavallo riuscì ad arrivare fino al villaggio di Fattehabad, ma dieci furono uccisi mentre si sedevano per accettare il cibo offerto dagli abitanti del villaggio, quattro furono uccisi da colpi di fucile sparati dai tetti mentre montavano a cavallo e cercavano di fuggire dal villaggio e uno fu inseguito e decapitato.

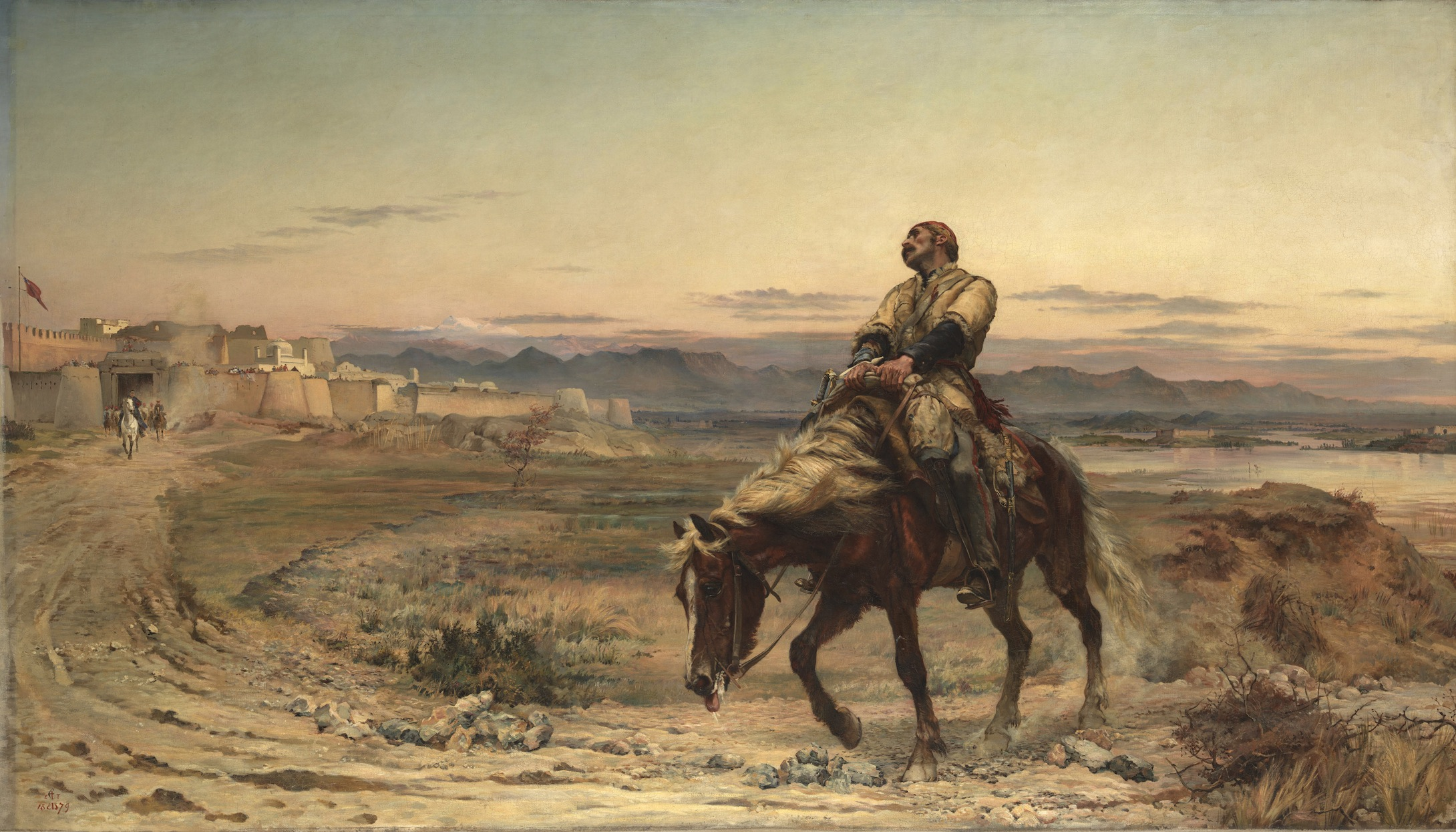
Remnants of an Army di Elizabeth Thompson, quadro che raffigura l'arrivo dell'assistente chirurgo William Brydon a Jalalabad

Il 13 gennaio un ufficiale britannico appartenente alla colonna entrò a Jalalabad: si trattava dell'assistente chirurgo William Brydon, che cavalcava un pony preso a un ufficiale ferito a morte dopo essere stato pregato da quest'ultimo di non lasciarlo cadere in mani nemiche. Il giorno stesso, a pochi chilometri da Jalalabad, Brydon aveva dovuto lottare per la sua vita contro un gruppo di cavalieri afghani. Dopo essere sfuggito ad un inseguitore, fu individuato da un ufficiale di stato maggiore che si trovava sulle mura di Jalalabad e che inviò immediatamente dei cavalieri a soccorrere l'esausto chirurgo. A Brydon fu chiesto cosa fosse successo all'esercito, e lui rispose: "Io sono l'esercito". Era stato gravemente ferito da un colpo di spada alla testa, ma si era salvato perché aveva imbottito il suo cappello con una rivista che aveva deviato il colpo. In seguito Brydon pubblicò un libro di memorie sulla marcia da Kabul a Jalalabad. Si racconta che il pony che cavalcava si sia sdraiato in una stalla e non si sia più alzato. Per diverse notti vennero accese luci alle porte di Jalalabad e suonate trombe dalle mura, nella speranza di guidare eventuali sopravvissuti verso la salvezza. Alcuni sepoy, che si erano nascosti sulle montagne, arrivarono a Jalalabad nei giorni successivi.
Oltre cento britannici furono fatti prigionieri. Un sottufficiale britannico fuggì a piedi da Gandamak al Gujrat, in India, come riporta una fonte citata nel Times del 2 marzo 1843 da Farrukh Husain che scrive: "Il più strano resoconto di fuga da Gandamak riguarda quello di un faqir dalla pelle scura che si presentò in India vestito di stracci, ma che in realtà era un sottufficiale scozzese che fuggì fino al campo dell'esercito britannico di Deesa, nel Gujrat indiano: "Questa mattina è entrato nell'accampamento un uomo strano, coperto di peli e quasi nudo, con il volto molto bruciato. Si è rivelato essere il lance sergeant Philip Edwards del 44º Reggiment della Regina, che è sfuggito al massacro generale a Gandamak, in Afghanistan, e dopo aver viaggiato per 15 mesi in direzione sud grazie al sole, ha trovato la strada per arrivare qui al campo, senza sapere dove si trovasse"". Molte donne e bambini furono fatti prigionieri dalle tribù afghane in guerra; alcune di queste donne, per lo più vedove di ufficiali britannici, sposarono i loro rapitori. I bambini salvati (che all'inizio del XX secolo vennero identificati come figli dei soldati caduti) vennero cresciuti dalle famiglie afghane come se fossero propri figli.

## Conseguenze
L'annientamento della colonna di Elphinstone fu un trauma per la Gran Bretagna e l'India. Appresa la notizia, il Governatore generale dell'India, Lord Auckland, fu colpito da un ictus. Nell'autunno del 1842, un'"armata della vendetta" guidata da Sir George Pollock, con William Nott e Robert Sale al comando delle divisioni, rase al suolo il grande bazar e tutti gli edifici più grandi di Kabul.
Dei prigionieri britannici, 32 ufficiali, oltre 50 soldati, 21 bambini e 12 donne sopravvissero e furono rilasciati nel settembre 1842. Sale salvò personalmente sua moglie Florentia e alcuni altri ostaggi. Un numero imprecisato di sepoy e di altri prigionieri indiani fu venduto come schiavo a Kabul o tenuto prigioniero nei villaggi di montagna. Un sepoy, l'havildar (sergente) Sita Ram, fuggì dall'Afghanistan dopo 21 mesi di schiavitù e si ricongiunse al suo reggimento a Delhi. Circa 2000 sepoy e civili furono infine trovati a Kabul e riportati in India dall'esercito del generale George Pollock.
Elphinstone divenne un esempio di come l'inettitudine e l'indecisione di un ufficiale superiore possano compromettere il morale e l'efficienza di un intero esercito. Elphinstone fallì completamente nel guidare dei suoi soldati, ma riuscì comunque a esercitare un'autorità tale da impedire a qualsiasi suo ufficiale di svolgere il servizio in modo adeguato al proprio ruolo.
Gli storici discutono tuttora se Wazir Akbar Khan abbia ordinato il massacro, se lo abbia autorizzato o se semplicemente non sia stato in grado di impedirlo. In ogni caso, le conseguenze delle sue atrocità dovevano essergli chiare. Morì verso la fine del 1847, forse avvelenato dal padre Dost Mohammed Khan, ch era timoroso delle ambizioni del figlio.
Dopo l'assassinio di Shah Shuja Durrani nell'aprile 1842, Dost Mohammed Khan ristabilì rapidamente la sua autorità. Morì il 9 giugno 1863 per cause naturali, uno dei pochi sovrani afghani degli ultimi mille anni a non morire di morte violenta. Nonostante i britannici avessero invaso due volte il suo Paese, non intervenne in alcun modo durante la ribellione indiana del 1857.
L'annientamento di alcuni reggimenti di truppe indiane durante la ritirata si ripercosse inevitabilmente sul morale dell'esercito della Compagnia delle Indie Orientali, da cui queste unità erano state tratte. La reputazione di invincibilità di cui godeva in precedenza la Compagnia venne meno. "Gli uomini si ricordavano di Kabul", commentò un ufficiale britannico quindici anni dopo quando scoppiò la ribellione indiana.

## Nella cultura popolare
Nel 1858 il romanziere e poeta tedesco Theodor Fontane scrisse la ballata Das Trauerspiel von Afghanistan (La tragedia dell'Afghanistan).
Lo scrittore britannico George MacDonald Fraser descrive questo evento nel romanzo Flashman. primo libro della sua serie Flashman Papers,